# 西蒙·艾许·莱文
西蒙·艾許·莱文（英語：Simon Asher Levin，1941年4月22日—）是一位美国生态学家和數理生物學家，现为普林斯顿大学生态学和进化生物学中心主任、詹姆斯·S·麦克唐纳杰出教授，主要作品有《脆弱的领地：复杂性与公有域》（Fragile dominion: Complexity and the commons）等。